# حسن المودن
حسن المودن (مواليد 17 مايو1963، بالصويرة) هو أكاديمي وناقد ومترجم مغربي. ترتكز أعماله على التحليل النفسي للأدب.

## مسيرته
وُلد في 17 مايو 1963 في مدينة الصويرة جنوب المغرب. حصل على دبلوم الدراسات العليا في الأدب من كلية آداب جامعة محمد الخامس بالرباط سنة 1996، ثم على دبلوم الدراسات المعمقة في المناهج من كلية آداب جامعة محمد الخامس بالرباط سنة 1990، والإجازة في الأدب العربي من كلية آداب جامعة القاضي عياض بمراكش سنة 1986. وفي سنة 2006، حصل على دكتوراه في النقد والبلاغة، من كلية الآداب بجامعة القاضي عياض بمراكش، عن أطروحة بعنوان:«الخطاب الإقناعي في البلاغة العربية».
أصدر عدة دراسات وترجمات، ونشر بالعديد من الصحف والمجلات المغربية والعربية، كما شارك في العديد من الملتقيات الأدبية والثقافية.

## أعماله
كتب
- 1996: الرواية المغربية، مؤلف مشترك (منشورات مختبر السرديات بكلية آداب بنمسيك بالبيضاء)
- 1999: قضايا تدريس النص المسرحي، مؤلف مشترك (منشورات فضاءات مستقبلية، الدار البيضاء)
- 2001: الكتابة والتحول (منشورات اتحاد كتاب المغرب)
- 2002: لاوعي النص في رواية الطيب صالح: قراءة من منظور التحليل النفسي (المطبعة والوراقة الوطنية، مراكش)
- 2008: الرواية العربية: قراءات من منظور التحليل النفسي (مؤسسة التنوخي للطباعة والنشر والتوزيع المغربية)
- 2009: الرواية والتحليل النصي: قراءات من منظور التحليل النفسي (الدار العربية للعلوم ناشرون)
- 2017: الرواية العربية، من الرواية العائلية إلى محكي الانتساب العائلي، قراءة نقدية من منظور التحليل النفسي
- 2018: القصة القصيرة والتحليل النفسي
- 2019: الأدب والتحليل النفسي (منشورات مجلّة الدوحة)

ترجمات
- 1997: التحليل النفسي والأدب، للناقد الفرنسي جان بيلمان نويل (منشورات المجلس الأعلى للثقافة بالقاهرة)
- 2015: من قتل روجير أكرويد؟ الرواية البوليسية والتحليل النفسي، للناقد الفرنسي بيير بيارد

## جوائز
فازت دراسته الموسومة بـ «الرواية العربية: من الرواية العائلية إلى محكي الانتساب العائلي، قراءة نقدية من منظور التحليل النفسي» بجائزة كتارا للرواية العربية سنة 2016، عن فئة الدراسات النقدية.

## روابط خارجية
- مقالات حسن المودن على موقع أرشيف الشارخ